# Вьенна (департамент)
Вье́нна (фр. Vienne) — департамент на западе Франции, один из департаментов региона Новая Аквитания. Порядковый номер — 86. Административный центр — Пуатье. Население — 438 566 человек (56-е место среди департаментов, данные 2010 г.).

## География
Площадь территории — 6990 км². Через департамент протекают реки Вьенна и Шаранта.
Департамент включает 3 округа, 38 кантонов и 281 коммуну.

## История
Вьенна — один из первых 83 департаментов, образованных во время Великой французской революции в марте 1790 г. Возникла на территории бывшей провинции Пуату. Название происходит от реки Вьенна.
Первые Акадийцы, поселившиеся на территории современной Новой Шотландии, покинули Вьенну и уехали в Северную Америку после 1604 года. Эмигранты принесли в Канаду свои обычаи и социальную структуру. Это были приграничные народы, расселявшие свои поселения на основе родства. Они оптимизировали использование сельскохозяйственных угодий и делали упор на торговлю с целью получения прибыли. Они были иерархичны и политически активны.

## Города-побратимы
Вьенна имеет партнерские отношения с: 
- Эслинген-ам-Неккар (нем. Esslingen am Neckar), Германия;
- Беркшир (англ. Berkshire), Англия;
- Оулу (фин. Oulu), Финляндия;
- Пётркув-Трыбунальски (польск. Piotrków Trybunalski), Польша;
- Шэньчжэнь (кит. 深圳, пиньинь Shēnzhèn), Китай;
- Удине (итал. Udine, вен. Ùdine, фриульск. Udin), Италия;
- Велeнье (словен. Velenje), Словения.